# Relaciones Venezuela-Yemen
Las relaciones Venezuela-Yemen se refieren a las relaciones internacionales que existen entre Venezuela y Yemen.

## Historia
En 2017, durante el 72 período ordinario de sesiones de la Asamblea General de las Naciones Unidas celebrado en Nueva York, Estados Unidos, el canciller venezolano, Jorge Arreaza, sostuvo una reunión con el presidente de Yemen.
Los Hutíes (Ansar Allah), quienes tomaron el gobierno de Yemen por la fuerza en 2014-2015, felicitaron a Nicolás Maduro por los resultados de las elecciones presidenciales de 2018, los cuales lo declararon como ganador.

## Misiones diplomáticas
- Venezuela cuenta con una embajada concurrente en Riad, Arabia Saudita.[3]